# HD 8673 b
HD 8673 b est une exoplanète orbitant autour de l'étoile HD 8673, elle a été découverte en 2005 et confirmée en 2010.
Elle a au moins 14 fois la masse de Jupiter et une orbite de haute excentricité, longue de 1600 jours et se situant à 3 UA de son étoile.